# Crise hídrica em Vitória da Conquista

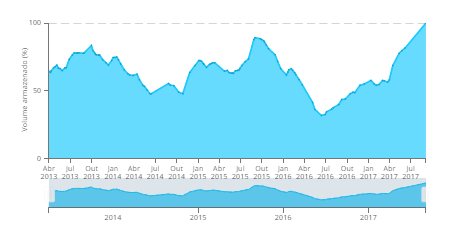
Histórico de volume armazenado na Barragem de Água Fria

A crise hídrica em Vitória da Conquista em 2015-2016 foi um evento ocorrido em maior expressão ao longo do anos de 2015 e 2016 por conta da seca e escassez de chuvas na região onde ficam localizadas as barragens de Água Fria I e II. Dessa forma, em maio de 2016, a EMBASA deu inicio o racionamento de água mais longo na cidade, dando fim ao mesmo em julho de 2017, após o atingimento de 100% da capacidade de armazenamento de água das barragens. As barragens alcançaram níveis de segurança devido ao funcionamento da adutora do rio Catolé e fortes chuvas não esperadas para o período O racionamento de água na cidade se iniciou em 23 de maio de 2016, e teve como objetivo garantir que o abastecimento de água no município e região. Essa ação se deu por conta da escassez de chuvas, que acabou reduzindo o volume de água nas barragens de Água Fria I e II.
Para conseguir sucesso no racionamento, os bairros e localidades rurais das cidades foram divididas em dois grupos: A e B, e passaram a receber água em dias alternados, por períodos de três dias consecutivos para cada grupo, sendo que a  EMBASA divulgava os calendários de abastecimento para que a população pudesse se planejar e se adequar ao racionamento. No início do racionamento, os mananciais Água Fria I e II ofertavam apenas 13 mil litros de água por dia, mas para atender a demanda da cidade, seriam necessários 48 mil litros, e estavam com 2,6 bilhões de litros de água acumulados, o que corresponde a 39% de sua capacidade total de acumulação. A adutora do Catolé já chegou a ser responsável por 45% da água distribuída na cidade, porém com a falta de chuva, representava apenas 20% da oferta.

## Investimentos para o abastecimento
A Embasa é a campeã de queixas no Procon, além de ser uma das empresas que mais faturam no município e nos últimos 20 anos a empresa não fez investimentos significativos em abastecimento de água no município. Desde a entrega das barragens de Água Fria I e II, pelo ex-governador Antônio Carlos Magalhães, em 1998, a única obra de destaque foi a adutora do Rio Catolé, quando, segundo a Embasa, foram investidos R$ 33 milhões. A decisão para a implantação emergencial da adutora veio em plena crise hídrica, já com o racionamento em andamento. A obra começou em 2013 e nos oito anos anteriores, o investimento da Embasa em água para Vitoria da Conquista foi, praticamente, zero.
A Adutora do Rio Catolé representou quase metade do total de R$ 77.356.167,00 investidos pela Embasa em água, no período de 2006 até 2015. Dos investimentos totais da empresa no município (R$ 102.174.975,24), a adutora significa 1/3 do que a Embasa aplicou em dez anos. No ano passado, a empresa deu sinais de que retomaria os investimentos, que só foram confirmados este ano, depois da assinatura de um convênio de dois anos com a prefeitura e de pressão feita pelo prefeito Herzem Gusmão.
Segundo o Sistema Nacional de Informações sobre Saneamento – SNIS, de acordo com as informações passadas pela Superintendência de Operações da Região Sul da Embasa, à qual o escritório de Vitória da Conquista responde, serão investidos este ano na cidade cerca de R$ 10 milhões na expansão de rede. Serão R$ 4,7 milhões em construção de elevatórias e reservatórios de água para reforçar o abastecimento em bairros mais distantes, e mais R$ 4,3 milhões na implantação de uma adutora auxiliar no Rio Gaviãozinho, para transportar água até a estação de bombeamento no Rio Catolé e de lá até a Barragem Água Fria II. Serão 3,6 km de extensão, com tubulações de 400 mm de diâmetro e duas estações de bombeamento de água bruta entre a confluência do Rio Gaviãozinho com o Rio Catolé.
De acordo com o SNIS, o faturamento da Embasa em Vitória da Conquista em 2015 foi R$ 77.982.486,45. No período de 2006 a 2015, o total faturado foi R$ 480.313.447,72. Em dez anos, o crescimento médio do faturamento da empresa no município foi de 12% ao ano.
Somados os valores da série histórica de dez anos, o investimento total da Embasa foi de R$ 102.174.975,24. Considerando apenas os investimentos em água o valor alcança R$ 77.356.167,00, dos quais 82,46% de recursos próprios: R$ 63.788.738,43. Este valor representa 13,28% do faturamento da Embasa no período referenciado. Nestes dez anos, a empresa não fez qualquer investimento em água (ou não informou ao SNIS) em 2006, 2007, 2008, 2009, 2010 e 2012. Em 2011, o investimento em água para Vitória da Conquista, conforme registrado no sistema do Ministério das Cidades, a partir de informações da própria Embasa, foi de R$ 157.000,00. No ano seguinte (2012), o município passou a enfrentar racionamento no abastecimento de água (depois de 14 anos), o que se repetiu em 2013 e voltou a acontecer no ano passado, permanecendo até hoje, sem previsão de acabar.
Segundo a EMBASA, a implantação de uma adutora no Rio Gaviãozinho e a ampliação da capacidade de distribuição de água para os bairros mais afastados e mais altos da cidade devem levar 18 meses e seus efeitos só serão percebidos, provavelmente, no meio do próximo ano. Já a barragem do Rio Catolé, vista como a solução para o problema por, pelo menos, 20 anos, está com a sua licitação em andamento, com apresentação das propostas prevista para o dia 18 de abril. Se tudo correr bem, a obra, orçada em R$ 181.320.126,85, poderá começar no início do segundo semestre deste ano, com prazo de 33 meses. Considerando tudo o que tem de ser feito para que o conquistense se beneficie da barragem do Rio Catolé, ela servirá à cidade no meio do ano de 2020.

## Fim do racionamento

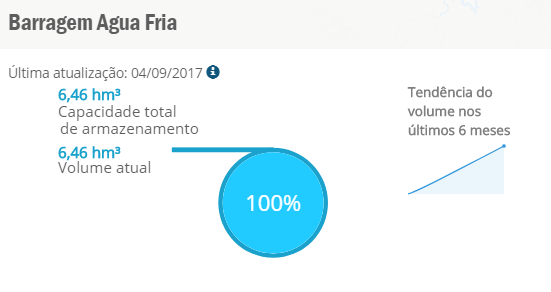
Capacidade atual da Barragem de Água Fria

Após o nível da barragem de Água Fria II ter chegado a 100%, além da conclusão das obras da adutora do Gaviãozinho, o governador Rui Costa anunciou no dia 11 de julho de 2017 o fim do racionamento de água em Vitória da Conquista, sendo que as manobras para o fim da distribuição alternada de água na cidade do sudoeste da Bahia começaram no dia seguinte.No final do mês de junho, a Embasa informou que o racionamento continuaria e até divulgou na internet um novo calendário de abastecimento revezado, que seria entregue impresso à população neste mês de julho. Contudo, com o fim do racionamento, a população da cidade não vai mais ter a distribuição de água alternada.
Antes do anúncio do governador, a Embasa já havia revelado que por conta das chuvas que estão caindo na região, os níveis de água nas barragens Água Fria I e II, que ficam em Barra do Choça, também no sudoeste da Bahia, e que abastecem Vitória da Conquista, estavam melhores. Além das barragens, a Embasa informou que a construção da adutora do Gaviãozinho, em Vitória da Conquista, passará por fases de testes nos próximos três meses. Segundo a empresa, o empreendimento pode representar um incremento de 30% no volume de água para o Sistema Integrado de Abastecimento de Água (SIAA) de Vitória da Conquista. A medida também vai proporcionar a recuperação gradativa e manutenção dos níveis de segurança do Sistema de barragens de Água Fria I e II.